# Wolseley 15/60
Der Wolseley 15/60 war der erste der von Pininfarina entworfenen Mittelklasse-PKW, den BMC herausbrachte. Er  wurde im Dezember 1958 als Nachfolger des Wolseley 15/50 vorgestellt. Der 15/60 gehörte zur Modellfamilie BMC ADO9 und teilte seine Konstruktion mit den Modellen mehrerer anderer Marken. All diese Fahrzeuge wurden 1961 überarbeitet. Sie erhielten einen größeren Motor und andere Bezeichnungen. Aus dem 15/60 wurde auf diese Weise der Wolseley 16/60. Er blieb bis zum 24. April 1971 in Produktion.

## Wolseley 15/60
Nachdem BMC bereits 1958 mit dem Kleinwagen Austin A40 Farina ein von Pininfarina gestaltetes Modell vorgestellt hatte, ließ der britische Konzern auch die Karosserien der nächstgrößeren Modelle in Italien entwerfen. Diese Modellfamilie erhielt die Bezeichnung ADO9. Wie schon zuvor, wurde die Grundkonstruktion mit leichten äußerlichen Änderungen von diversen Konzernmarken angeboten. Den Anfang machte die Wolseley-Version, die die Bezeichnung 15/60 trug und den bisherigen 15/50 ablöste. Der Wolseley war mit seinen Ledersitzen und seinem polierten Holzarmaturenbrett im Bereich der oberen Mittelklasse positioniert; eine sportliche Note hatte der Wagen nicht. Innerhalb weniger Monate wurden die nahezu identischen Modelle Riley 4/68 (sportlich-luxuriös), Austin A55 Cambridge Mark II (Basis), MG Magnette Mark III (sportlich) und Morris Oxford V (Basis) nachgereicht.
Alle fünf Autos besaßen einen BMC-B-Vierzylinder-Reihenmotor mit 1.489 cm³ Hubraum, der je nach Vergaserbestückung unterschiedliche Leistungen erreichte. Wolseley 15/60, Austin Cambridge und Morris Oxford standen mit ihrem einzelnen SU-Vergaser und 52 bhp (38 kW) am unteren Ende der Leistungsskala. Die Vorderräder waren einzeln an Schraubenfedern aufgehängt, die angetriebene hintere Starrachse hing an Blattfedern. Die hydraulischen Trommelbremsen von Girling hatten einen Trommeldurchmesser von 229 mm. Die Wagen verfügten über eine Rosslenkung.
Die Polsterung war mit Leder bezogen, und die vorderen Einzelsitze lagen eng beieinander, damit in der Mitte ein Passagier mitgenommen werden konnte. So bot das Fahrzeug trotz des Mittelschalthebels Platz für sechs Personen. Darauf wurde in der Werbung ausdrücklich hingewiesen. Der Handbremshebel war zwischen Fahrersitz und Türrahmen angebracht. Der Rücksitz hatte eine ausklappbare Mittelarmlehne. Holzverblendungen wurden am Armaturenbrett und in den Türverkleidungen eingesetzt. Eine Heizung von Smiths war serienmäßig. Die Wagen waren einfarbig oder auf Wunsch auch zweifarbig lackiert, wobei die zweifarbige Lackierung amerikanische Vorbilder aufgriff und nach Ansicht von Beobachtern mit der Schlichtheit des italienischen Grundentwurfs nicht harmonierte.
Später wurde eine Lizenz für diese Farina-Konstruktion auch nach Argentinien vergeben, wo Siam di Tella den Di Tella 1500, den Di Tella Traveller und den Di Tella Argenta herstellte. CKD-Kits des Austin Cambridge wurden in den Niederlanden (Molenaar-Amersfoort), Rhodesien, Neuseeland und Australien montiert.
Ein Testwagen des Magazins „The Motor“ erreichte 1959 eine Höchstgeschwindigkeit von 123 km/h und beschleunigte von 0 auf 100 km/h in 25,6 Sekunden. Der Benzinverbrauch betrug 9,11 l/100 km. Der Testwagenpreis belief sich einschließlich Steuern auf £ 991,-. Insgesamt wurden 24.579 Exemplare des Wolseley 15/60 hergestellt. Zu den Kunden gehörten auch viele Polizeibehörden, die den Wolseley anderen ADO9-Versionen vorzogen.

## Wolseley 16/60
Die meisten dieser Wagen blieben nur bis 1961 unverändert, nur die Di Tellas wurden so noch vier Jahre weitergebaut. Die Modelle bekamen anschließend eine leicht überarbeitete Farina-Karosserie und wurden meist auch umbenannt. Sie hießen nun Austin A60 Cambridge, MG Magnette Mk. IV, Morris Oxford VI, Riley 4/72 und Wolseley 16/60. Die Wagen blieben überwiegend bis 1968 in Produktion. Der Wolseley erhielt keinen heckgetriebenen Nachfolger und blieb daher bis 1971.
Die 16/60-Modelle haben generell einen BMC-B-Vierzylinder-Reihenmotor mit 1.622 cm³ Hubraum. Wiederum war der Wolseley das schwächste Modell mit 61 bhp (45 kW). Insgesamt entstanden 63.082 Wolseley 16/60.

## Clubs
Ein enthusiastischer und aktiver Besitzerclub, der Cambridge-Oxford Owners’ Club, sorgt für diese Autos und ihre BMC-Schwestermodelle. Er hat sich zum Ziel gesetzt, die Autos fahrbereit zu halten. Außerdem bietet er Beratung, Ersatzteile und ein soziales Forum für die Eigentümer.